# Хакім Оладжувон
Хакім Абдул Оладжувон (англ. Hakeem Olajuwon, нар. 21 січня 1963, Лагос, Нігерія) — американський професіональний баскетболіст нігерійського походження, що грав на позиції центрового за декілька команд НБА, зокрема за «Х'юстон Рокетс», яка навіки закріпила за ним ігровий №34. Гравець національної збірної США, дворазовий чемпіон НБА, Олімпійський чемпіон 1996 року.
2008 року введений до Баскетбольної Зали слави Нейсміта, а 2016 року — до Зали слави ФІБА.

## Ігрова кар'єра

### Ранні роки
Народившись у Нігерії у родині підприємців, Оладжувон не грав у баскетбол до 17 років, будучи натомість футбольним воротарем. Однак після знайомства з баскетболом, вирішив зайнятись цим видом спорту. Для цього переїхав до США, де поступив до Х'юстонського університету, щоб виступати за місцеву команду Х'юстон Кугарс (1981–1984). Перед вступом до закладу про нього ніхто нічого не знав в США. Пізніше він згадував, що в аеропорту міста його не зустрічав представник університету, а після того, як Оладжувон йому зателефонував, то той порадив взяти таксі. Перший сезон у студентській лізі пропускав, через те, що не встиг отримати дозвіл від NCAA на участь у турнірі, тому дебютним сезоном для нього став 1981-1982. Допоміг команді дійти до фіналу чотирьох NCAA, де Х'юстон програв Північній Кароліні з Майклом Джорданом на чолі. У міжсезоння університет організував Оладжувону індивідуальні тренування із зіркою НБА Моузесом Мелоуном, який у студентські роки також виступав за Х'юстонський університет. Будучи найкращим центровим у лізі на той момент, Моузес значно допоміг Оладжувону досягти суттєвого прогресу у своїй грі. На другому курсі Оладжувон вже був абсолютно іншим гравцем, ставши лідером команди. Разом з Клайдом Дрекслером їх називали «Фі Слама Джама» (Phi Slama Jama) за їхню особливість забивати зверху. 1983 та 1984 року виводив команду до фіналу турніру NCAA, де сильнішими були відповідно Північна Кароліна та Джорджтаун, лідером якого був Патрік Юінг.

### Х'юстон Рокетс

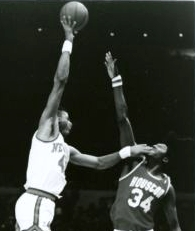
Оладжувон (праворуч) захищається проти Джаванна Олдема, 1986

1984 року був обраний у першому раунді драфту НБА під загальним 1-м номером командою «Х'юстон Рокетс», випередивши таких майбутніх зірок як Майкл Джордан, Чарльз Барклі та Джон Стоктон. Захищав кольори команди з Х'юстона протягом наступних 17 сезонів. У своєму дебютному сезоні в НБА набирав в середньому 20,6 очка, 11,9 підбирання та 2,7 блок-шота. Разом з партнером по команді Ральфом Семпсоном (224 см) сформував передню лінію, яку назвали «Вежі-близнюки» (Twin Towers).
Наступного сезону набирав 23,5 очка, 11,5 підбирання та 3,4 блока за гру. Разом з командою легко виграв Західну конференцію, обігравши у її фіналі «Лос-Анджелес Лейкерс». Проте у фіналі НБА Х'юстон нічого не зміг протиставити «Бостон Селтікс», який і став чемпіоном. Ту команду «Бостона» фахівці часто називають найсильнішою в історії НБА.
Протягом сезону 1987-1988 Ральф Семпсон був обміняний до «Голден-Стейт Ворріорс», а вже в сезоні 1988-1989 Оладжувон вважався беззаперечним лідером команди. Того сезону він став лідером НБА за підбираннями (13,5), випередивши Чарльза Барклі. Допоміг команді вийти до плей-оф, проте там вона програла «Сіетл Суперсонікс» у першому раунді.
Сезон 1989-1990 був розчаруванням для «Х'юстона». Команда ледве пробилася до плей-оф та програла там у першому ж раунді «Лос-Анджелес Лейкерс». Оладжувон вдруге поспіль став лідером ліги за підбираннями (14,0), випередивши цього разу Девіда Робінсона та лідером за блок-шотами. Також того сезону записав до свого активу квадрупл-дабл (двозначні показники у чотирьох елементах), ставши на той момент всього третім гравцем в історії НБА, якому це вдавалось. 
Після кількох невдалих сезонів, команду очолив Руді Том'янович. Під його керівництвом Оладжувон покращив свої навички пасу, а також збільшив результативність. 1994 року став чемпіоном НБА, коли «Х'юстон» обіграв у фіналі «Нью-Йорк Нікс», а Оладжувон повністю переграв свого опонента Патріка Юінга, ставши таким чином Найціннішим гравцем Фіналу НБА. Того року також отримав нагороду Найціннішого гравця НБА та Найкращого захисного гравця НБА, ставши першим баскетболістом, який народився поза межами США та який вигравав MVP сезону.
Наступного року вдруге став чемпіоном НБА у складі «Рокетс». Протягом сезону набирав 27,8 очка, 10,8 підбирання та 3,4 блок-шота за гру. У фіналі Східної конференції були обіграні «Сан-Антоніо Сперс», а Оладжувон повністю домінував над MVP сезону Девідом Робінсоном. У фіналі НБА «Х'юстон» обіграв «Орландо Меджик», а Оладжувон цього разу повністю переграв молодого Шакіла О'Ніла, отримавши нагороду Найціннішого гравця фіналу НБА.
Після двох чемпіонських років наступив спад у грі «Рокетс». У плей-оф 1996 року команда вилетіла від «Сіетл Суперсонікс», а з поверненням Майкла Джордана до НБА його «Чикаго Буллз» домінували у лізі до 1998 року.

### Торонто Репторз
Другою і останньою ж командою в кар'єрі гравця стала «Торонто Репторз», до складу якої він приєднався 2001 року і за яку відіграв один сезон, набираючи найменші в кар'єрі 7,1 очка та 6 підбирань за гру.

## Виступи за збірну
Будучи заграним за юнацьку збірну Нігерії, довгий час не міг бути заграний за збірну США. 1993 року отримав громадянство США, а 1996 року завоював золоту медаль Атланти у складі збірної.

## Особисте життя
Одружений з Далією Асафі, з якою має двох дочок — Рамах та Аішу. Ще одну дочка Абісола народилась у першому шлюбі з Літою Спенсер.
1991 року змінив ім'я з Акіма на Хакім. Є мусульманином та постійно вивчає Коран

## Статистика виступів в НБА
| † | Позначає сезон, в якому Хакім Оладжувон ставав чемпіоном НБА |
| * | Лідер ліги                                                   |

### Регулярний сезон
| Сезон              | Вік                | Команда            | GP    | GS    | MIN  | FG%  | 3P%   | FT%  | OFF | DEF  | REB   | AST | STL | BLK  | TOV | PF  | PTS  |
| ------------------ | ------------------ | ------------------ | ----- | ----- | ---- | ---- | ----- | ---- | --- | ---- | ----- | --- | --- | ---- | --- | --- | ---- |
| 1984–85            | 22                 | «Х'юстон Рокетс»   | 82*   | 82*   | 35.5 | .538 | –     | .613 | 5.4 | 6.5  | 11.9  | 1.4 | 1.2 | 2.7  | 2.9 | 4.2 | 20.6 |
| 1985–86            | 23                 | «Х'юстон Рокетс»   | 68    | 68    | 36.3 | .526 | –     | .645 | 4.9 | 6.6  | 11.5  | 2.0 | 2.0 | 3.4  | 2.9 | 4.0 | 23.5 |
| 1986–87            | 24                 | «Х'юстон Рокетс»   | 75    | 75    | 36.8 | .508 | .200  | .702 | 4.2 | 7.2  | 11.4  | 2.9 | 1.9 | 3.4  | 3.0 | 3.9 | 23.4 |
| 1987–88            | 25                 | «Х'юстон Рокетс»   | 79    | 79    | 35.8 | .514 | .000  | .695 | 3.8 | 8.3  | 12.1  | 2.1 | 2.1 | 2.7  | 3.1 | 4.1 | 22.8 |
| 1988–89            | 26                 | «Х'юстон Рокетс»   | 82*   | 82*   | 36.9 | .508 | .000  | .696 | 4.1 | 9.4  | 13.5* | 1.8 | 2.6 | 3.4  | 3.4 | 4.0 | 24.8 |
| 1989–90            | 27                 | «Х'юстон Рокетс»   | 82*   | 82*   | 38.1 | .501 | .167  | .713 | 3.6 | 10.4 | 14.0* | 2.9 | 2.1 | 4.6* | 3.9 | 3.8 | 24.3 |
| 1990–91            | 28                 | «Х'юстон Рокетс»   | 56    | 50    | 36.8 | .508 | .000  | .769 | 3.9 | 9.8  | 13.8  | 2.3 | 2.2 | 3.9* | 3.1 | 3.9 | 21.2 |
| 1991–92            | 29                 | «Х'юстон Рокетс»   | 70    | 69    | 37.7 | .502 | .000  | .766 | 3.5 | 8.6  | 12.1  | 2.2 | 1.8 | 4.3  | 2.7 | 3.8 | 21.6 |
| 1992–93            | 30                 | «Х'юстон Рокетс»   | 82    | 82*   | 39.5 | .529 | .000  | .779 | 3.5 | 9.6  | 13.0  | 3.5 | 1.8 | 4.2* | 3.2 | 3.7 | 26.1 |
| 1993–94†           | 31                 | «Х'юстон Рокетс»   | 80    | 80    | 41.0 | .528 | .421  | .716 | 2.9 | 9.1  | 11.9  | 3.6 | 1.6 | 3.7  | 3.4 | 3.6 | 27.3 |
| 1994–95†           | 32                 | «Х'юстон Рокетс»   | 72    | 72    | 39.6 | .517 | .188  | .756 | 2.4 | 8.4  | 10.8  | 3.5 | 1.8 | 3.4  | 3.3 | 3.5 | 27.8 |
| 1995–96            | 33                 | «Х'юстон Рокетс»   | 72    | 72    | 38.8 | .514 | .214  | .724 | 2.4 | 8.4  | 10.9  | 3.6 | 1.6 | 2.9  | 3.4 | 3.4 | 26.9 |
| 1996–97            | 34                 | «Х'юстон Рокетс»   | 78    | 78    | 36.6 | .510 | .313  | .787 | 2.2 | 7.0  | 9.2   | 3.0 | 1.5 | 2.2  | 3.6 | 3.2 | 23.2 |
| 1997–98            | 35                 | «Х'юстон Рокетс»   | 47    | 45    | 34.7 | .483 | .000  | .755 | 2.5 | 7.3  | 9.8   | 3.0 | 1.8 | 2.0  | 2.7 | 3.2 | 16.4 |
| 1998–99            | 36                 | «Х'юстон Рокетс»   | 50*   | 50*   | 35.7 | .514 | .308  | .717 | 2.1 | 7.4  | 9.6   | 1.8 | 1.6 | 2.5  | 2.8 | 3.2 | 18.9 |
| 1999–2000          | 37                 | «Х'юстон Рокетс»   | 44    | 28    | 23.8 | .458 | .000  | .616 | 1.5 | 4.8  | 6.2   | 1.4 | 0.9 | 1.6  | 1.7 | 2.0 | 10.3 |
| 2000–01            | 38                 | «Х'юстон Рокетс»   | 58    | 55    | 26.6 | .498 | .000  | .621 | 2.1 | 5.3  | 7.4   | 1.2 | 1.2 | 1.5  | 1.4 | 2.4 | 11.9 |
| 2001–02            | 39                 | «Торонто Репторз»  | 61    | 37    | 22.6 | .464 | .000  | .560 | 1.6 | 4.4  | 6.0   | 1.1 | 1.2 | 1.5  | 1.6 | 2.4 | 7.1  |
| Усього за кар'єру  | Усього за кар'єру  | Усього за кар'єру  | 1,238 | 1,186 | 35.7 | .512 | .202  | .712 | 3.3 | 7.8  | 11.1  | 2.5 | 1.7 | 3.1  | 3.0 | 3.5 | 21.8 |
| Playoffs           | Playoffs           | Playoffs           | 145   | 140   | 39.6 | .528 | .222  | .719 | 3.2 | 7.9  | 11.2  | 3.2 | 1.7 | 3.3  | 2.9 | 3.9 | 25.9 |
| В іграх усіх зірок | В іграх усіх зірок | В іграх усіх зірок | 12    | 8     | 23.2 | .409 | 1.000 | .520 | 3.2 | 4.7  | 7.8   | 1.4 | 1.3 | 1.9  | 2.2 | 2.6 | 9.8  |